# Колхида
Колхида (др.-греч. Κολχίς; аккад. Kilhi; лат. Colchis; арм. Կողքիս; урарт. Culha), или Эгриси (лаз. არგო; груз. ეგრისი)  — историческая область в Восточном Причерноморье, которая занимает Колхидскую низменность и прилегающие районы вдоль восточного побережья Чёрного моря. В древности основным населением региона были колхи. 
По мнению большинства историков, Древняя Колхида представляла собой единое царство, трактуемое как одно из первых грузинских государств, — Колхидское царство. Принято считать, что Колхида сыграла ключевую роль в формировании грузинской государственности, став одним из первых центров объединения древнегрузинских земель. Другие историки оспаривают наличие объединённого царства на территории Колхиды и моноэтническую картвельскую принадлежность её населения.
Предполагается, что Колхидское царство занимало следующие современные территории: Аджария, Абхазия, западные края Грузии (Самегрело-Верхняя Сванетия, Рача-Лечхуми и Нижняя Сванетия, Имеретия, Гурия), три ила Турции (Ардахан, Артвин, Ризе), а также городской округ Сочи и Туапсинский район в составе России.

## Этнический состав населения
Название области впервые было упомянуто в XIII веке до н. э. в ассирийских и урартских клинописных табличках в форме «Кулха», «Колха». В середине I тысячелетия до н. э. название Колхида («земля колхов») начало употребляться греческими авторами. Наиболее ранее описание Колхиды встречается у «отца истории» Геродота, позднее — у Ксенофонта и Страбона.  Геродот и Диодор Сицилийский выводили колхов от остатков войска древнеегипетского фараона Сесостриса и говорили об их схожести с египтянами по обычаям и языку.
Наиболее общепринятая в современном научном сообществе версия состоит в том, что колхи были картвельским народом и входили в число предков современных грузин, сыграв значительную роль в формировании единой грузинской нации и государства. 

Колхи — собирательное название древнегрузинских племён, занимавших территорию юго-восточного и восточного Причерноморья. По наименованию Колхи древние греки с начала I тысячелетия до н. э. называли западную Грузию Колхидой. Первоначально колхи объединились в раннеклассовое политическое образование Колха (Кулха), о котором сообщают урартские надписи VIII в. до н. э., а в VI в. до н. э. создали Колхидское царство.— Статья «Колхи» в Большой советской энциклопедии
В то же время по данным античных источников в Колхиде говорили на различных языках, причём среди слов, которые в античных источниках представлены как колхидские или относящиеся к территории Колхиды (это преимущественно географические названия и прочие имена собственные), встречаются слова анатолийского, греческого, скифского, картвельского и абхазо-адыгского происхождения, поэтому в действительности население Колхиды могло быть полиэтничным; кроме того, неизвестно, на каком языке говорил её правящий класс. Для сравнения: соседнее с Колхидой царство Иберия рассматривается как безусловно картвельское.
Население Колхиды не было единым по своему этническому составу. И хотя некоторые античные авторы крайним северным пунктом расселения колхов (в этническом смысле) считают Диоскурию, но тем не менее «рассматривают ее как пункт, находящийся на территории неколхских племен (гениохов, санигов). Так как в более позднюю эпоху название «колхи» органически связалось с названием «лазы», то следует припомнить, что византийские источники северный предел распространения лазов видели где-то между Фазисом (совр. Поти) и Диоскурией».

## История
В истории Колхиды её значение как фактора сформировалось в результате Великой греческой колонизации, когда в регионе были основаны торговые города-государства, такие как Питиунт (современная Пицунда), Диоскуриада (современный Сухуми), Гюэнос (современный Очамчира), Фасис (современный Поти), Несис, Апсарос и Ризея (современная Ризе в Турции). Археологические находки в таких местах, как Вани и Поти, подтверждают древние связи между регионами. Раскопки выявили остатки греческой и местной культур, включая храмы, могильники и предметы быта, что свидетельствует о высоком уровне торговли и развитии искусства. Хотя у местных племён существовали свои традиции и образ жизни, они не могли сопоставиться с возможностями и масштабом влияния греческих колоний. Колхи представляли собой бесписьменную культуру, и на их территории не было основано ни одного города. Таким образом, Колхиду рассматривают исключительно как часть греческой колониальной сети, в рамках которой происходила культурная интеграция, обогащающая как местное население, так и саму греческую цивилизацию.
Однако согласно различным современным нарративам, до возникновения первых государственных образований на территории Колхиды, которые датируются X-IX веками до н.э., существовала колхидская археологическая культура, относящаяся к позднему бронзовому и раннему железному векам. Хотя пока не существует реальных доказательств урартской торговли с черноморским побережьем, именно интересы торговли с этим богатым железной рудой регионом могли, вероятно, спровоцировать походы за пределы северо-западных границ Урарту со стороны царей Минуа, Аргишти I, Аргишти II в конце IX и в VIII вв. до н. э. В середине VIII вв. до н. э. Сардури II совершил военный поход в страну Кулха, повторив его через 6 или 7 лет. В ходе второго похода он сжёг «царский город» Илдамуша. Если под Кулхой в царских анналах Урарту понималась именно Колхида (как принято считать), то это был самый северный поход урартских правителей. В Илдамуше урартцами была оставлена (не обнаруженная до сих пор) стела с описанием похода. По мнению историка Аскольда Иванчика: «Судя по клинописным текстам и археологическим данным, Кулха должна была существовать как независимое процветающее государство во второй половине VIII в. до н. э., но вряд ли пережила конец столетия» .

### Колхидское царство (апологетическая версия)

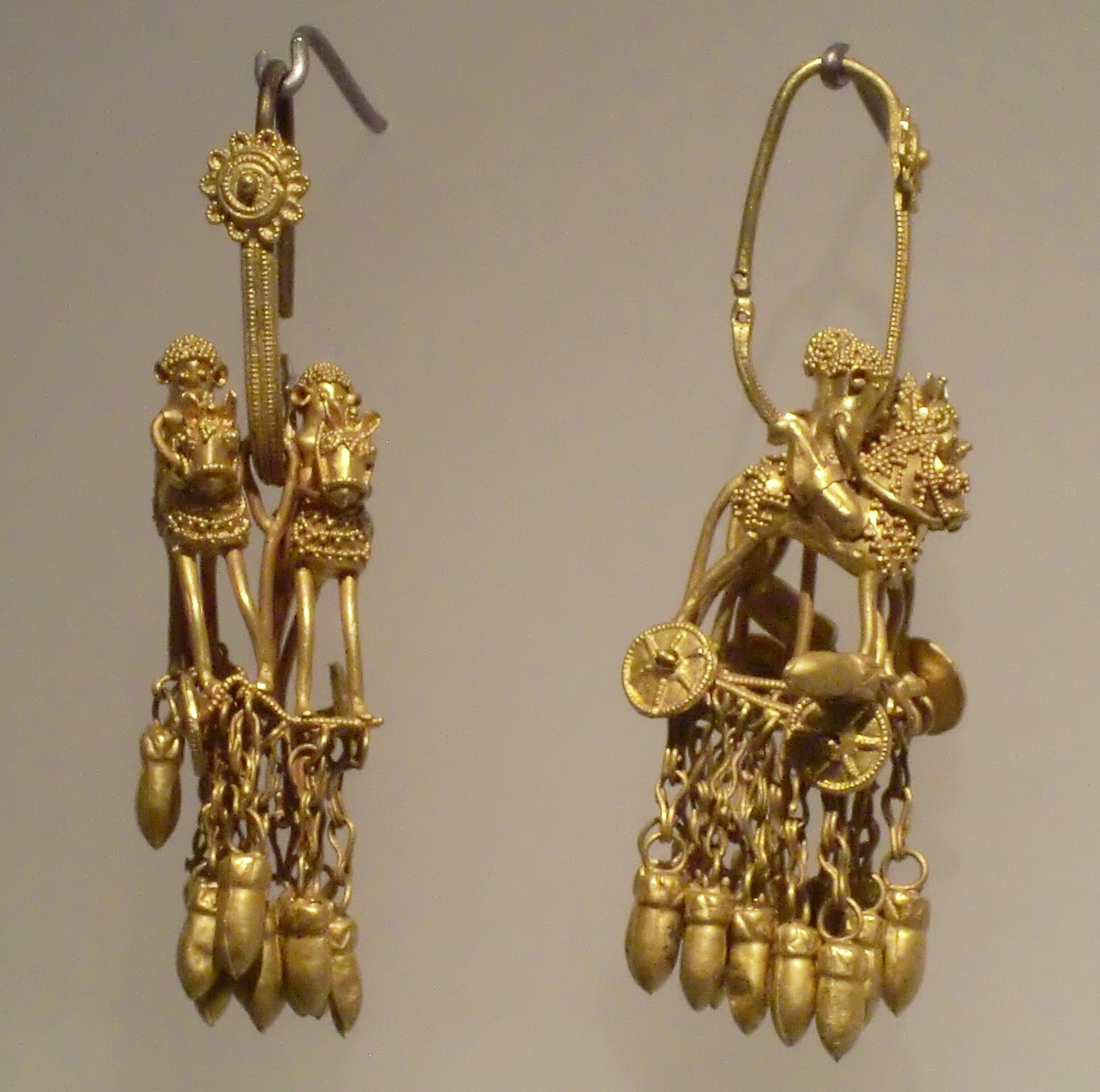
Золотые серьги из Вани с изображением всадников

В VI веке до н. э. Колхидское царство — политическое образование на территории современной Западной Грузии. По определению греческого географа Скилака, принятому и позднейшими географами, Колхида простиралась от Диоскуриады до Апсаре, а далее жили уже отдельными группами небольшие племена колхов. Племена, жившие здесь, по Арриану: апсилы, абазги, санны, махелоны, гениохи, зидреты, манралы, лазы и саниги. 
В Колхидском царстве ведущей отраслью хозяйства было земледелие (с использованием тягловой силы быков). Древняя Колхида была очень плодородна: помимо зерна, здесь выращивали виноград и другие фрукты, коноплю и лён. Греки здесь выменивали на свои товары корабельный лес, воск и смолу, а также золотой песок. Высокое развитие получили чёрная металлургия, обработка дерева, керамическое производство, ювелирное ремесло. Чеканились монеты — «колхидки». 

Страбон хвалит «умеренность» царей колхов. Ранее всего эти цари упоминаются в середине I тысячелетия до н. э. в связи с греческим мифом об аргонавтах (Пиндар, Эсхил). Данный факт свидетельствует о высоком уровне взаимосвязей Древней Греции и Колхидского царства на фоне основания греками торговых колоний в Восточном Причерноморье. Не исключено, что ещё до начала полноценного функционирования великого шёлкового пути существовал водный «каспийский» путь, соединявший Грецию через Колхиду с Хорезмом (по Оксу–Узбою, Куре и Фасису–Риони). Сторонники его существования ссылаются на данные археологии и нумизматики. 

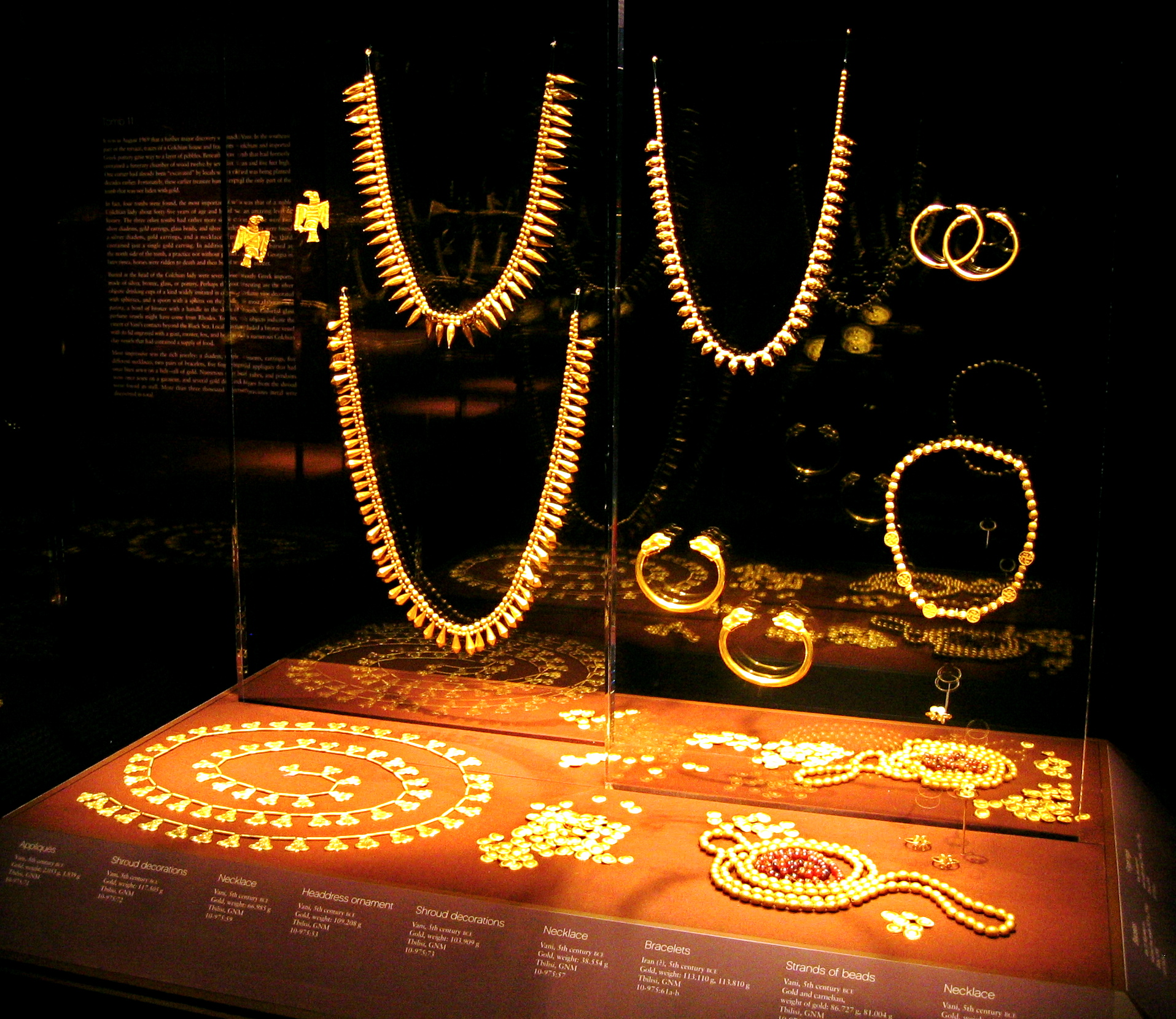
Колхидские украшения, обнаруженные в Вани

Греческие поселения (полисы, эмпории) располагались вдоль побережья. Колхские поселения городского типа были сосредоточены в долине реки Риони (в том числе на месте современных населённых пунктов Даблагоми и Вани, где были найдены богатейшие клады драгоценных предметов). Вопрос о местонахождении столицы Колхиды дискуссионен. Почти все исследователи ищут столицу в долине Риони. Превалирует мнение, что первые цари из династии Айэтидов имели резиденцию в городе Айя, или Эя. Позднее, в период эллинизма, экономически выдвинулся Вани, в котором О. Д. Лордкипанидзе видел культовый центр Колхиды.

### Критика концепции о едином Колхидском царстве
Официальная грузинская историография настаивает, что население Колхиды середины I тыс. до н. э. было высокоразвитым, полисы были основаны не греками, а местным населением, а греческое влияние ограничивалось исключительно импортом местной продукции. Однако интенсивные поиски археологов в Восточном Причерноморье не обнаружили каких-либо признаков существования государства. Миф об аргонавтах едва ли может подтвердить его существование: ядро мифа могло формироваться на основе сюжетов, не имеющих отношения к реальности, и только позднее ассоциированных с конкретным местом — в данном случае с Колхидой. Колхида рассматривалась как часть греческой ойкумены и ассоциировалась со страной Эя, куда золоторунный летающий Овен Крий доставил орхоменского царевича Фрикса, спасаясь от коварных интриг своей мачехи Ино. Мифы о Фриксе, золотом руне и царе Ээте, сыне бога солнца Гелиоса, подчеркивают вовлеченность Колхиды в греческие мифологические сюжеты. Это свидетельствует о гармоничной интеграции местных элементов в греческие мифы, в результате чего возник уникальный синтез, обогащающий греческую мифологию. В качестве примера можно привести древнегреческого лирического поэта Пиндара. Он отмечает, что по прибытии в Колхиду аргонавты вступили в сражение с темнолицими колхами в присутствии самого Ээта: «И пришли они к Фасису, и смешались в силе своей с черноокими колхами. Пред лицом Ээта» (Пиндар. Пифийские песни, глава «Аргонавты»).
В. П. Яйленко оспаривает существование развитой городской культуры и государственности в Колхиде IV века до н. э.  Национально-романтические представления о Колхидском царстве также критиковали  Шнирельман, Коль и Цецхладзе.

### Отношения с персами
В конце VI — первой половине V веков до н. э. в регионе установилось господство персидской державы Ахеменидов. Однако статус Колхиды и колхов остаётся спорным. По сообщению Геродота, колхи посылали ко двору персидского царя рабов и рабынь:

Даже колхи и их соседи до Кавказского хребта (до этих пор ведь простирается персидская держава, области же к северу от Кавказа уже не подчинены персам) налагают на себя подати в виде добровольных даров. Так вот, эти народы ещё и поныне посылают царю по 100 мальчиков и 100 девочек.— Геродот «История» Книга третья, гл.97
Хотя нет никаких данных о персидской администрации на территориях колхов, нет сомнений, что в конце VI и первой половине V веков до н. э. Персидская держава доминировала в Закавказье. В случае необходимости колхи должны были оказывать Ахеменидам и военную поддержку. 

### В период эллинизма и поздней античности

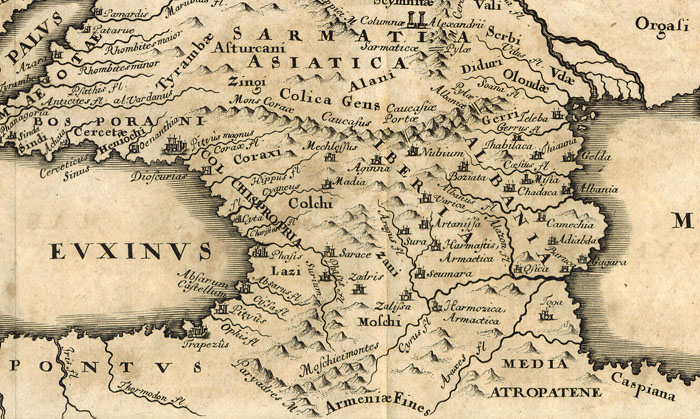
Карта Колхиды и Иберии по Х. Целлариусу (Лейпциг, 1706)

В конце II века до н. э. Колхидское царство вошло в подчинение Понтийскому царству, а позднее, в I веке до н. э. — Римской империи как провинция Лазика. В Колхидской низменность вместо колхов начинает доминировать занское племя лазов.
В I-II веках на месте распавшегося Колхидского царства возникло Лазское царство со столицей в Нокалакеви. По другому толкованию, Лазское царство (Эгриси) образовалось в III веке и постепенно подчинило себе население Северной Колхиды. Оно существовало 250 лет, пока в 562 году не было поглощено Византией как провинция Лазика с центром в Фасисе.
В конце VII века в Лазику приходят арабы, которые устанавливают в ней свою власть. Поход Марвана Глухого закрепляет власть арабов до Анакопии. В IX веке, после ослабления арабского влияния в Закавказье, здесь существовало Абхазское царство со столицей в Кутаиси.

## Колхида в греческой традиции
Грекам Колхида стала известна благодаря торговле и основанию здесь в VI веке до н. э. греческих колоний Диоскуриада и Фасис. В древнегреческой мифологии Колхида и Кавказ представляли собой труднодостижимый край света, где был прикован к скалам Прометей. Эллины представляли Колхиду «страной восходящего солнца», то есть страной, расположенной на краю существующего мира, там, где начинает свой путь Гелиос, каждый день восходящий в огненной колеснице по небосклону. Соответственно, легендарный колхидский царь Ээт считался сыном самого бога солнца. 
С колхидской землёй также связана древнегреческая легенда о происхождении металлургии: титан Прометей, прикованный к горам Колхиды, якобы обучил этому ремеслу колхское племя халибов, отсюда греческое название бронзы (χαλκός). Гораздо большее место в греческой мифологии занимает миф о золотом руне и аргонавтах — путешественниках на корабле «Арго». Согласно мифу, за поколение до Троянской войны аргонавты отправились морем из Иолка (Фессалия) в Колхиду. Предводительствовал в этом походе Ясон, на которого царь Пелий возложил поручение добыть в Колхиде золотое руно.

Находки из греко-колхского поселения Пичвнари
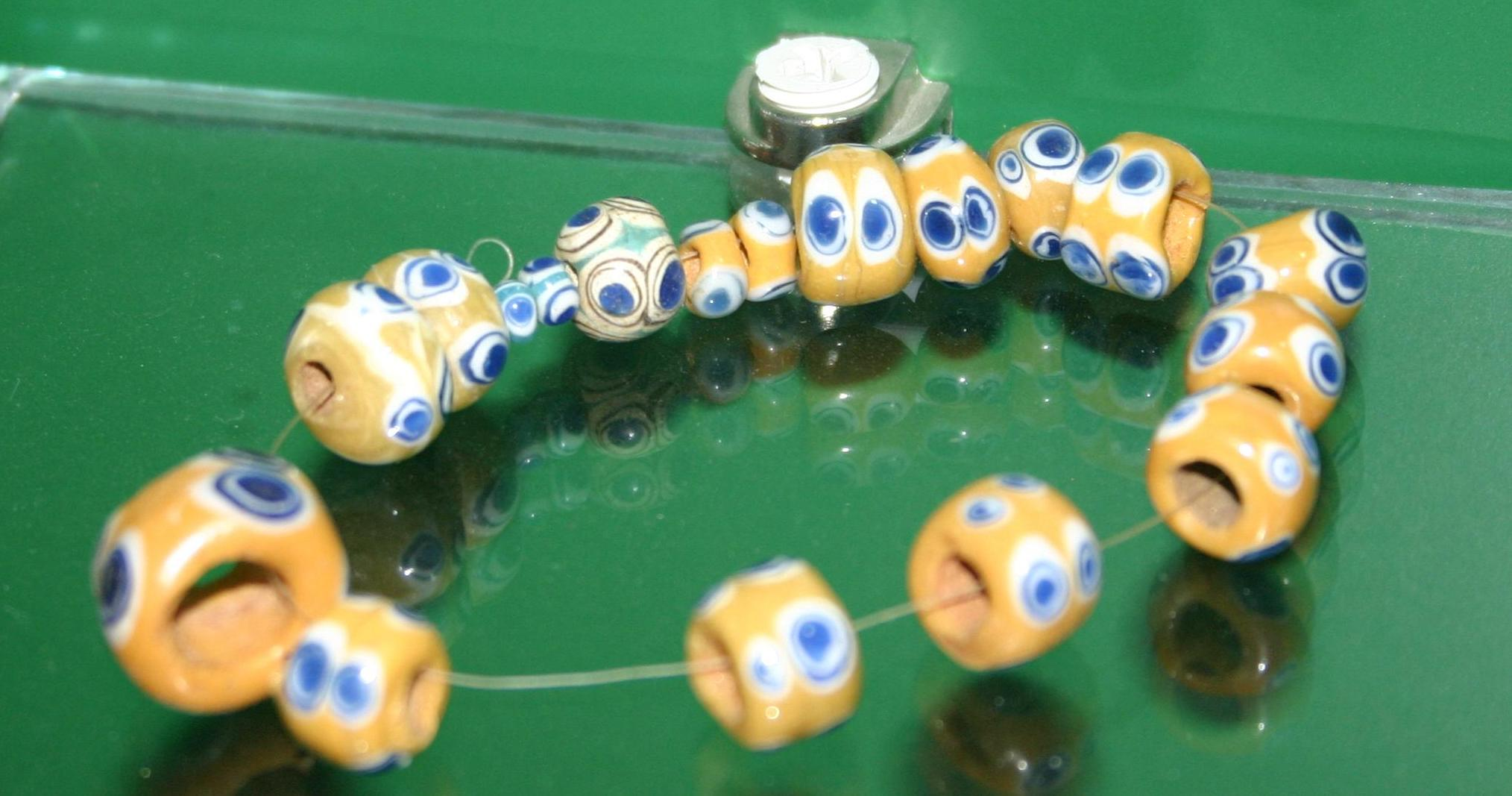
Браслет
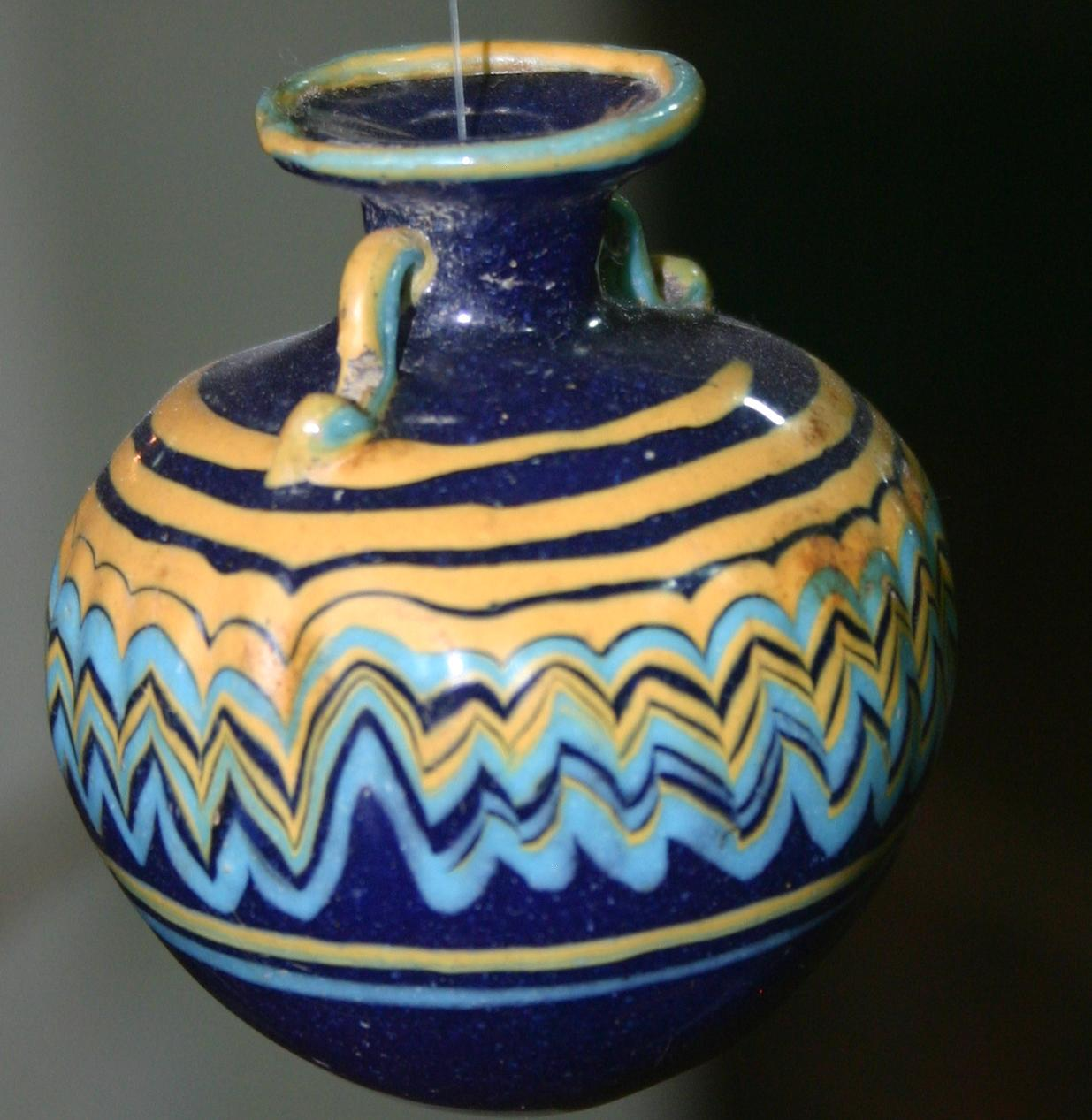
Полихромный сосуд для благовоний
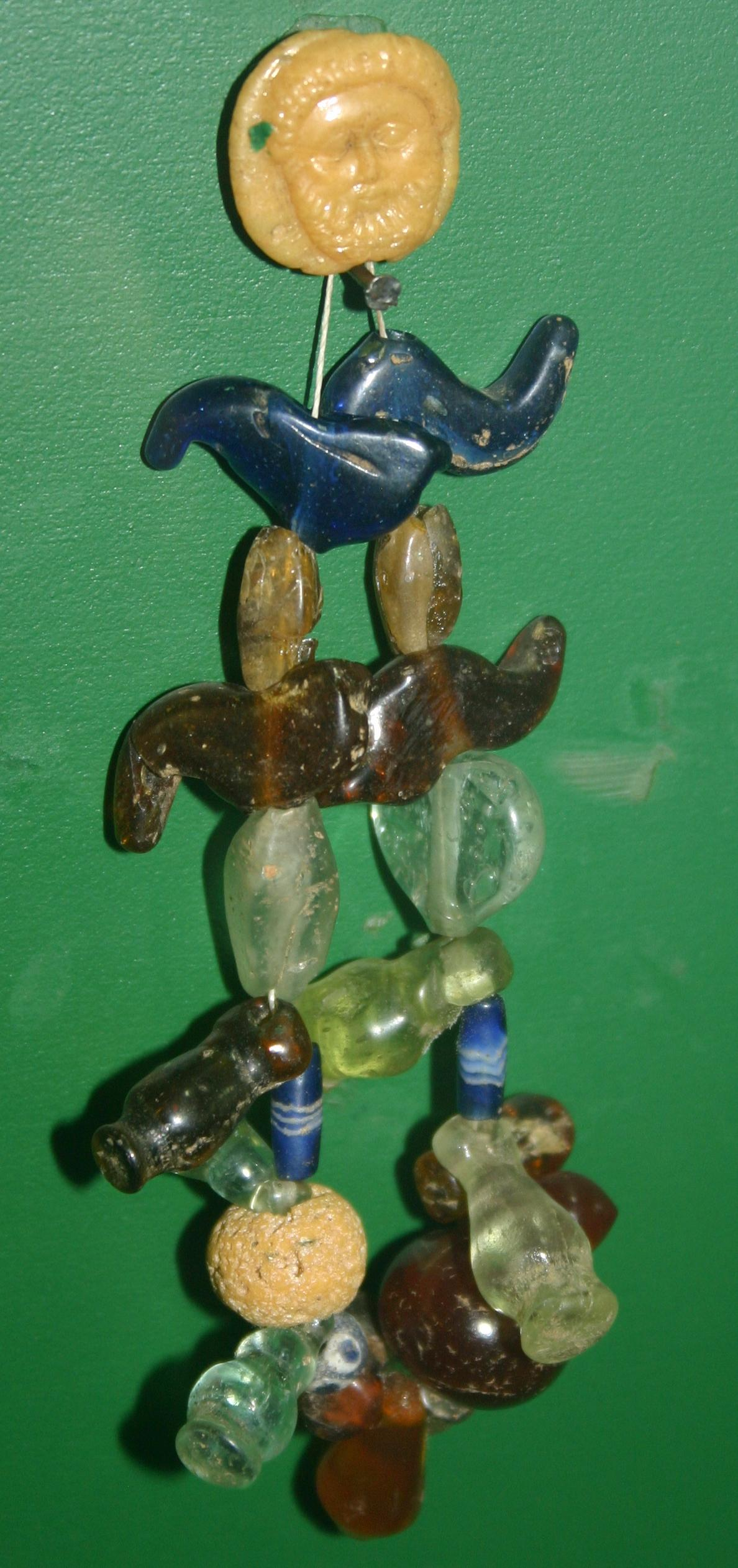
Бусы
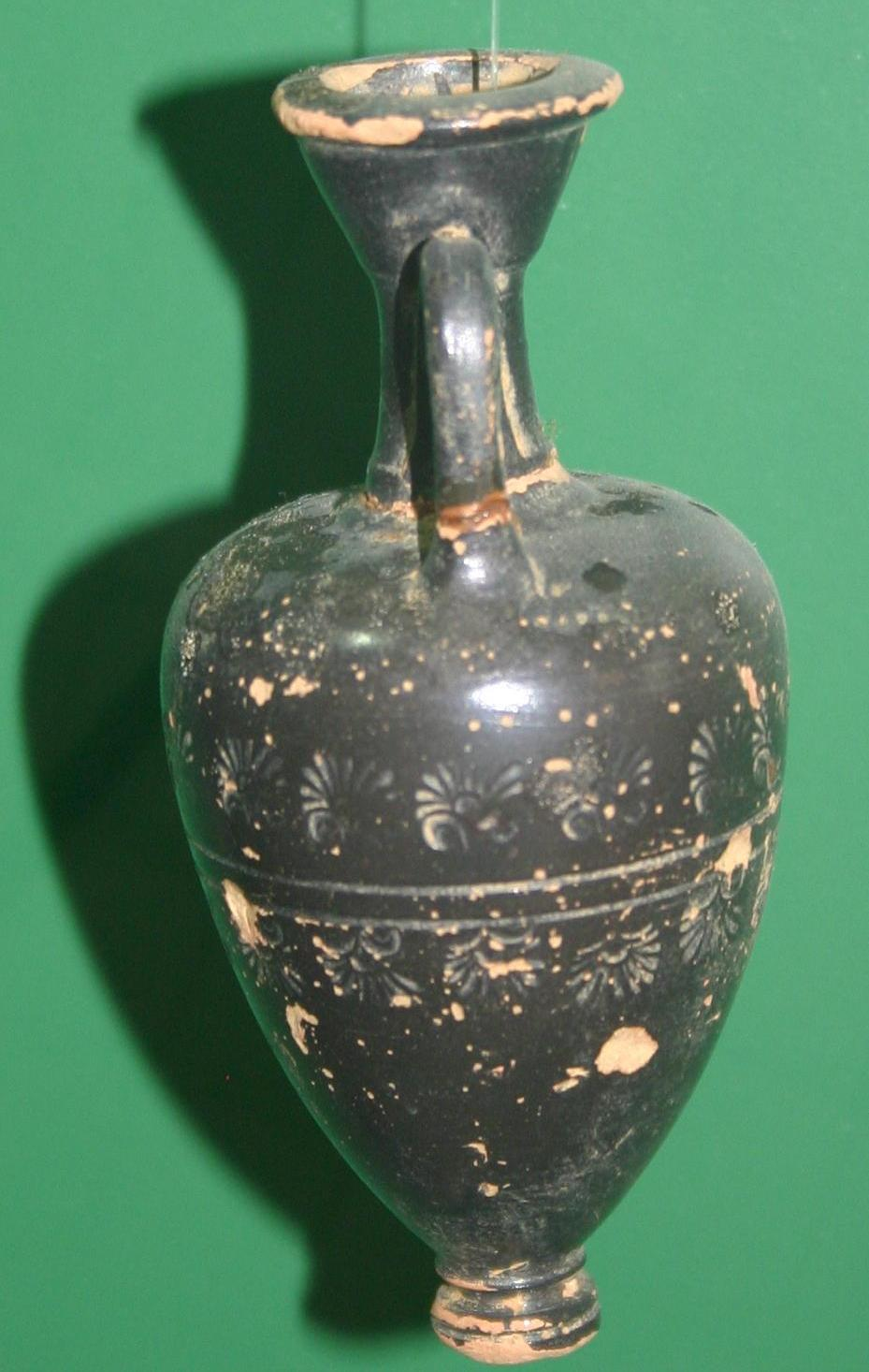
Греческий чернолаковый сосуд
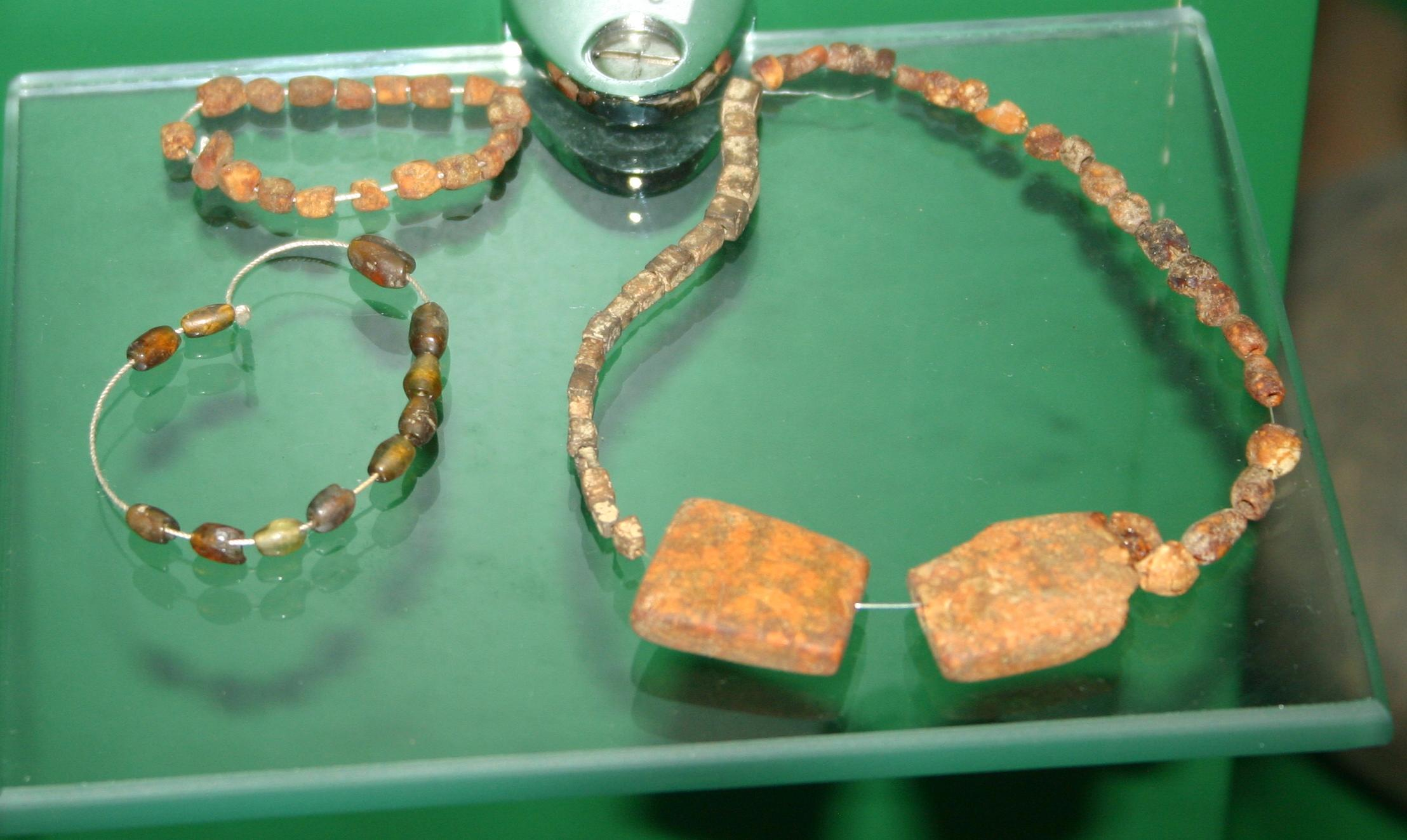
Янтарные бусы

## Религия и мифология

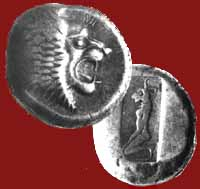
Колхидский тетри

Отар Лордкипанидзе считал центром религии колхов построенный в качестве города-храма Вани.
Колхидские религиозные культы, возникшие задолго до эпохи эллинизма, грузинскими исследователями относятся к числу самых ранних форм грузинской языческой религии. Постулируется, что останки мифологии древней Колхиды можно проследить у существующих ныне народностей колхидской (занской) группы картвельской языковой семьи, а именно у мегрелов, лазов, а также у сванов. Впрочем, конкретные мифы колхов не были отражены в античных письменных источниках, поэтому однозначно о них что-либо утверждать затруднительно.

## Эпонимы
- В честь Колхиды был назван астероид (1135) Колхида, открытый в 1929 году уроженцем Грузии советским астрономом Григорием Неуйминым.
- Колхи́да — название серии советских седельных тягачей (КАЗ-606, КАЗ-606А, КАЗ-608, КАЗ-608В) и сельскохозяйственных самосвалов с колёсной формулой 4×4 (КАЗ-4540) бескапотной компоновки, производившихся на Кутаисском автомобильном заводе.
- "Колхида" - действующий пансионат в Абхазии Находится в старой Гагре.
- Колхида или Псахара (абх. Ҧсахара, груз. კოლხიდა) — посёлок городского типа или село в Абхазии, в Гагрском районе частично признанной Республики Абхазия, согласно административному делению Грузии — в Гагрском муниципалитете Абхазской Автономной Республики.